# Heterozerconoidea
Heterozerconoidea é uma superfamília de ácaros peretencente à coorte Heterozerconina da ordem Mesostigmata.

## Taxonomia
A superfamília Heterozerconoidea é composta pelas seguintes famílias:
- Heterozerconidae (8 géneros, 14 espécies)
- Discozerconidae (2 géneros, 3 espécies)

A família Heterozerconidae contém 8 géneros e 14 espécies reconhecidas:
- Género Afroheterozercon Fain, 1989
  - Afroheterozercon spirostreptus (Fain, 1988)
  - Afroheterozercon pachybolus (Fain, 1988)
  - Afroheterozercon ancoratus Fain, 1989
- Género Allozercon Vitzthum, 1926
  - Allozercon fecundissimus Vitzthum, 1926
- Género Amheterozercon Fain, 1989
  - Amheterozercon oudemansi (Finnegan, 1931)
- Género Asioheterozercon Fain, 1989
  - Asioheterozercon audax (Berlese, 1910)
- Género Atacoseius Berlese, 1905
  - Atacoseius pellucens Berlese, 1905
- Género Heterozercon Berlese, 1888
  - Heterozercon degeneratus Berlese, 1888
  - Heterozercon microsuctus Fain, 1989
  - Heterozercon spirostreptus Fain, 1988
- Género Maracazercon Fain, 1989
  - Maracazercon joliveti Fain, 1989
- Género Zeterohercon C. H. W. Flechtmann & D. E. Johnston, 1990
  - Zeterohercon amphisbaenae C. H. W. Flechtmann & D. E. Johnston, 1990
  - Zeterohercon elegans (Lizaso, 1981)
  - Zeterohercon oudemansi (Finnegan, 1931)

A família Discozerconidae contém 2 géneros e 3 espécies reconhecidas.